# Südkampen
Südkampen ist ein Ortsteil von Walsrode im niedersächsischen Landkreis Heidekreis. In dem Heidedorf leben ca. 440 Einwohner auf einer Fläche von 10,2 km².

## Geografie
Südkampen ist zusammen mit Nordkampen die westlichste Ortschaft der Stadt Walsrode. Sie liegt 11 km westlich vom Kernort Walsrode. 
Nachbargemeinden sind – von Norden aus im Uhrzeigersinn – Nordkampen, Vethem, Kirchboitzen, Groß Eilstorf, Otersen, Wittlohe und Stemmen.
Durch den Ort fließt der Vethbach.

## Geschichte
Der Ort wurde zusammen mit Nordkampen erstmals 1255 in der Urkunde Nr. 43 des Walsroder Klosters erwähnt. Ein Feld bzw. Ackerland (lat. campus) führte zur Namensgebung dieser Dörfer. Die Himmelsrichtungen Nord bzw. Süd veranschaulichen die topografische Trennung. Früher gab es auch die Bezeichnungen "Wittencampen" für Südkampen und "Swattencampen" für Nordkampen.
Seit der Gebietsreform, die am 1. März 1974 in Kraft trat, ist die vorher selbstständige Gemeinde Südkampen eine von 23 Stadtteilen von Walsrode.

## Politik
Ortsvorsteher ist Rainer Bolsewig.

## Kultur und Sehenswürdigkeiten
siehe Liste der Baudenkmale in Walsrode (Außenbezirke)#Südkampen

## Wirtschaft und Infrastruktur
Die Tiefbaufirma Bartzbau GmbH hat ihren Sitz in Südkampen. Ebenso ist dort das Tierversuchslabor Biomedvet Research GmbH ansässig.
Südkampen liegt fernab des großen Verkehrs. Die Bundesautobahn 27 verläuft 5 km entfernt nördlich. Die von Walsrode über Rethem nach Nienburg/Weser führende Bundesstraße 209 verläuft westlich, 4 km entfernt. Die Landesstraße L 160 von Verden nach Kirchboitzen verläuft durch Südkampen.
In Südkampen gibt es keine Straßenbezeichnungen, sondern nur Hausnummern, nach denen sich Einwohner, Postboten, Lieferanten und Besucher orientieren müssen.